# فترة إمبرية

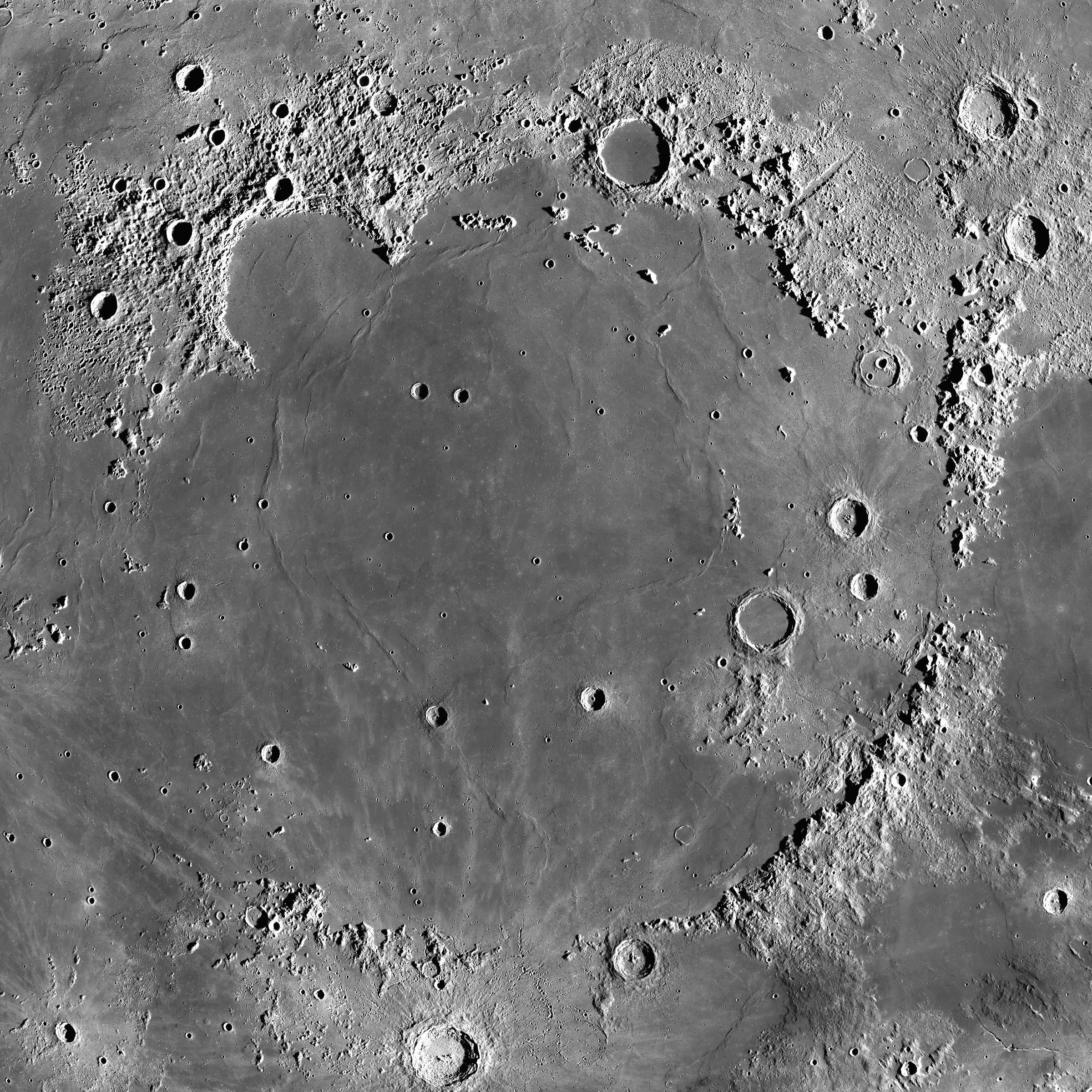
ماري إمبريوم على القمر. مقطع من الصور التي التقطتها المركبة الفضائية Lunar Reconnaissance Orbiter

الأمبرية (بالإنجليزية: Imbrian)‏ هي جزء من الخط الزمني الجيولوجي للقمر امتد من 3,850 مليون سنة إلى 3,200 مليون سنة مضت، تسبقه الفترة النكتارية، وتيله الفترة الإراتوستينية. ويعتقد أنه في بداية هذه الفترة قد تشكل بحر الأمطار (Mare Imbrium)، ومنها أخذت الاسم. وتنقسم إلى فترتين، وهما الأمبرية المبكرة (3,850 - 3,800 مليون سنة مضت) والأمبرية المتأخرة (3,800 - 3,200 مليون سنة مضت).